# Akmal Ikrámov
Akmal Ikrámovich Ikrámov (en ruso: Акмáль Икрáмович Икрáмов, septiembre de 1898 Taskent, 15 de marzo de 1938, Moscú) fue un político soviético que contribuyó enormemente a la instauración del régimen soviético en Asia central, y condecorado con la Orden de Lenin. Fue acusado en el Juicio de los Veintiuno dentro de la Gran Purga de Stalin. 

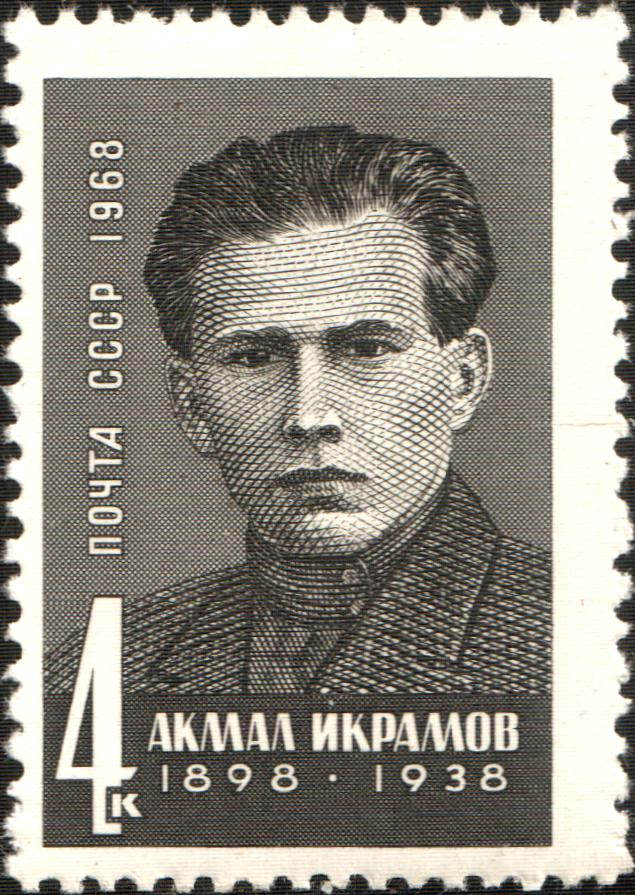
Akmal Ikrámov en un sello soviético de 1968.

## Biografía
Hijo de campesinos, se afilió al Partido Obrero Socialdemócrata de Rusia en su facción bolchevique en 1918. Estudió pedagogía en la Universidad Comunista Y.M. Sverdlov entre 1922 y 1924.
Fue uno de los líderes de los Jóvenes Bujaros (“Yeni Bujarlylar”), sociedad fundada en Bujará en 1909 como un grupo radical de intelectuales “jadid” del Turquestán. La ideología del grupo no estaba claramente definida, aunque más que pantúrquica, era panislámica.

## De 1920 a 1929: organizador del partido en Asia Central
Participó en las luchas para la instauración del régimen soviético en Fergana, Taskent y Namangán.
En 1920 es nombrado subjefe del Revkom (Comité Revolucionario) de Namangán, secretario del Comité de Defensa (Obkom – обком) del Partido Comunista del Turquestán de Ferganá y Sirdarín.
Entre 1921 y 1922, es el secretario del Comité Central del partido en Turquestán, dirigiendo la sección de organización del mismo.
Entre 1924 y 1925 es miembro del Buró de Organización del Partido Comunista de la República Socialista Soviética de Uzbekistán, siendo entre 1925 y 1926 secretario del partido en el Óblast de Taskent, así como entre 1925 y 1929 segundo secretario del Comité Central del Partido Comunista (bolchevique) de Uzbekistán, desempeñando la función de editor del periódico del partido: “Komunist” («Коммунист»).

## De 1929 a 1937: salto al Comité Central del PCUS
Entre 1929 y 1937 fue el primer secretario del Comité Central del partido en Uzbekistán, así como del Comité Regional de Taskent. En 1930 Isaak Zelenski intentó la destitución de Ikrámov, pero éste obtuvo el apoyo del Comité Central, e incluso llegó a ocupar el cargo de secretario del Buró del Asia Central del Comité Central del partido.
Fue candidato a miembro del Comité Central del PCUS para los congresos XIV (1925), XV (1927), XVI (1930), y XVII.
Entre 1934 y 1937 fue miembro del Comité Central Electoral del Comité Central de la URSS.

## Detención y juicio
Es detenido el 20 de septiembre de 1937 aun siendo miembro del Comité Central del PCUS, siendo expulsado del mismo en el Plénum del Comité central de 11-12 de octubre de 1937.
Es juzgado en el Colegio Militar de la Corte Suprema de la URSS entre el 2 y 13 de marzo de 1938 junto a eminentes figuras bolcheviques como Alekséi Rýkov, Nikolái Bujarin, Nikolái Krestinski y Christian Rakovski, así como también el ejecutor de las anteriores purgas Genrij Yagoda, y otros acusados en el proceso que fue conocido como Juicio de los Veintiuno o Tercer Juicio de Moscú, aunque oficialmente denominado “Proceso del Bloque Trotskista-Derechista" (делу право-троцкистского блока).
Estos eran antiguos líderes soviéticos que eran, o se presumían que eran, enemigos de Stalin, a los que se acusó de oponerse a las políticas de rápida industrialización, colectivización forzada y planeamiento centralizado, así como cargos de espionaje internacional, intento de derribar a la Unión Soviética, y planear la eliminación de los líderes soviéticos.
Andrei Vishinski acusó a Bujarin, Rýkov y a Ikrámov de utilizar métodos de sabotaje, desviación, espionaje y terrorismo, especialmente de haber organizado levantamientos de kuláks.
También fueron acusados Ikrámov y Jodzháev de sabotear la cosecha de algodón.
Durante el juicio, tanto Akmal Ikrámov como Faizullá Jodzháev reconocen haber formado en Asia Central una organización llamada “Milli Istiqlal” (Independencia Nacional), de naturaleza fascista, en algún momento indeterminado entre 1923 y 1928, y que en 1938 Ikrámov admite que es el líder de la misma, y cuyo objetivo era la contrarrevolución y la separación de Uzbekistán de la URSS.
Ikrámov reconoció la autoría de todos los cargos de los que se lo acusaba, y sus últimas palabras fueron:

Ahora, soy una bestia con forma humana al desnudo.

Es sentenciado el 13 de marzo de 1938 a la pena de muerte por fusilamiento, y ejecutado el 15 de marzo de 1938.
Después de la muerte de Stalin, en 1957 es rehabilitado y readmitido en el partido.